# Проблема та її друзі
Проблема та її друзі (англ. Trouble and Her Friends) — феміністичний науково-фантастичний роман американської письменниці Мелісси Скотт, вперше опублікований у 1994 році. Дії розгортаються у Сполучених Штатах в недалекому майбутньому крізь історію хакерки Індії Карлес, яку переслідує прізвисько «Проблема». У широкому використанні віртуальної реальності та нейронних імплантатів роман є прикладом кіберпанку; що для цього жанру є незвичним, оскільки, як і в більшості творів Скотт, є чітка феміністична перспектива та головні герої, які є геями чи лесбійками.
Роман виграв літературну премію «Лямбда» у 1995 році, за фантастичний ЛГБТ твір. Раніше Мелісса Скотт була номінанткою в 1993 та 1994 роках за свої романи Dreamships та Burning Bright, повторно вигравши премію в 1996 році за Shadow Man.